# Vanna (Troms)
Vanna o Vannøya és una illa rocosa del municipi de Karlsøy, comtat de Troms, Noruega. Amb 232 quilòmetres quadrats, Vanna és la dissetena illa més gran de Noruega per àrea. El bec més alt és la muntanya Vanntinden fa una altitud de 1.031 metres sobre el nivell del mar. La població de l'illa (2001) és de 973. Vannvåg i Vannareid són els dos principals centres de població de l'illa. També hi ha una església a la costa occidental de l'illa.
L'illa està rodejada d'illots a l'est; entre els quals destaquen Nordkvaløya, Helgøya i Karlsøya. Les illes més properes són Arnøya a l'est i Reinøya i Ringvassøya al sud. Hi ha servei de ferri cap a Karlsøya i Ringvassøya sortint des del poble de Skanningen a l'extrem sud de Vanna.